# Стомятка
Стомятка — деревня в Починковском районе Смоленской области России. Входит в состав Стодолищенского сельского поселения. Население — 22 жителя (2007 год). 
Расположена в центральной части области в 20 км к юго-востоку от Починка, в 2 км западнее автодороги А141 Орёл — Витебск, на берегу реки Стометь. В 5 км северо-восточнее деревни расположена железнодорожная станция Стодолище на линии Смоленск — Рославль. 

## История
В годы Великой Отечественной войны деревня была оккупирована гитлеровскими войсками в июле 1941 года, освобождена в сентябре 1943 года.